# Blue Train (Südafrika)

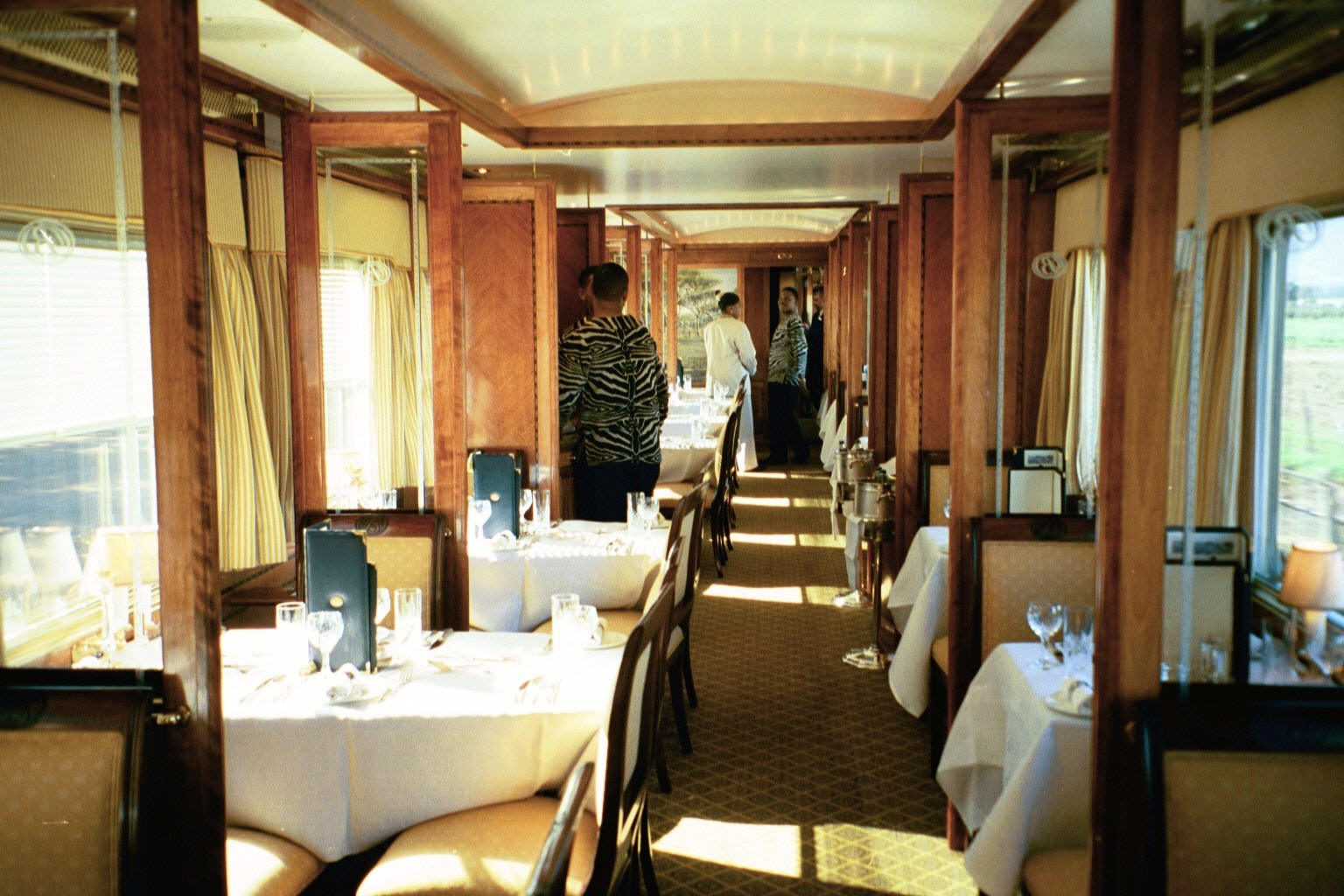
Speisewagen im Blue Train

Der Blue Train (Anhörenⓘ) ist ein südafrikanischer Luxuszug, der von Transnet Freight Rail, einer Sparte des staatlichen Verkehrsunternehmens Transnet betrieben wird. Er verkehrt zwischen Pretoria und Kapstadt. Gelegenheitsverkehr gibt es zusätzlich von Kapstadt nach Gqeberha sowie von Pretoria nach Hoedspruit am Kruger-Nationalpark, nach Durban sowie nach Gaborone bis Francistown in Botswana.

## Beschreibung
Der Blue Train zählt zu den luxuriösesten Zügen der Welt. Die Wagen sind mit in Gold schattierten und schalldichten Fenstern sowie mit Teppichböden in den Abteilen versehen. In der höchsten Buchungsklasse steht den Nutzern eine ganze Suite (Schlafraum, Aufenthaltsraum, Bad) zur Verfügung, in den beiden obersten Buchungsklassen sind die Bäder mit Badewannen ausgestattet. Von der höchsten Buchungsklasse passen drei Suiten in einen Wagen; von dieser Bauart gibt es zwei Wagen, die in zwei verschiedenen Zügen eingesetzt werden. Die anderen Wagen enthalten je vier Suiten; eine mit Bad, drei mit Dusche. Daneben wird noch ein Konferenz-/ Aussichtswagen mitgeführt. Ein Küchen- und Speisewagen mit Platz für 42 Gäste sorgen für die Verpflegung. Das formelle Dinner am Abend wird in zwei Schichten belegt; jede Schicht dauert zwei Stunden. Frühstück und Lunch werden ohne formelle Vorgaben eingenommen.
Es gibt zwei Zuggarnituren: Blue Train Set 1, die kürzere Zuggarnitur für 54 Gäste in 27 Suiten, ohne Konferenzwagen und ohne Aussichtswagen, steht für Charterfahrten zur Verfügung. Blue Train Set 2, die größere Zuggarnitur für 82 Gäste in 41 Suiten, fährt zwischen Kapstadt und Pretoria nach einem regelmäßigen Fahrplan.
Seit seiner Einführung im Jahre 1923 ist dieser Zug zum Synonym für luxuriöses Reisen geworden. 2009 und 2011 wurde der Blue Train bei den renommierten World Travel Awards als luxuriösester Zug der Welt ausgezeichnet. Seit 1998 gewann er 14-mal den Titel als luxuriösester Zug Afrikas.

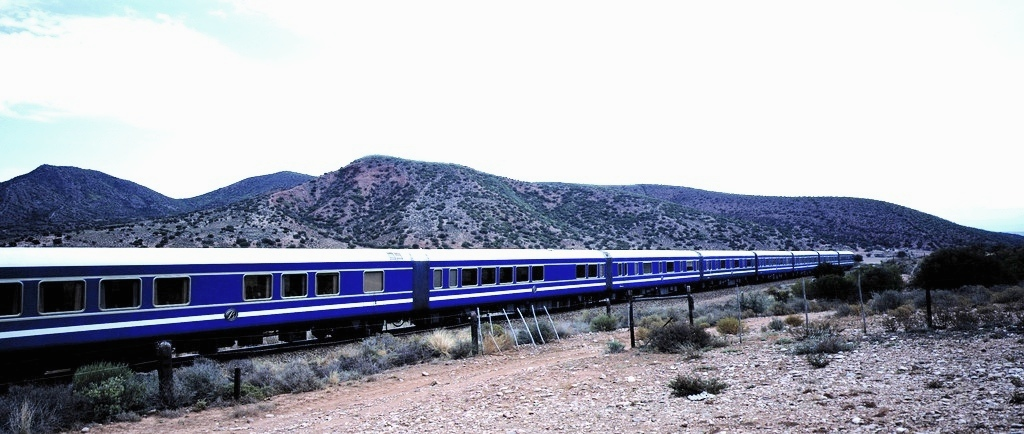
Der Blue Train in der Karoo
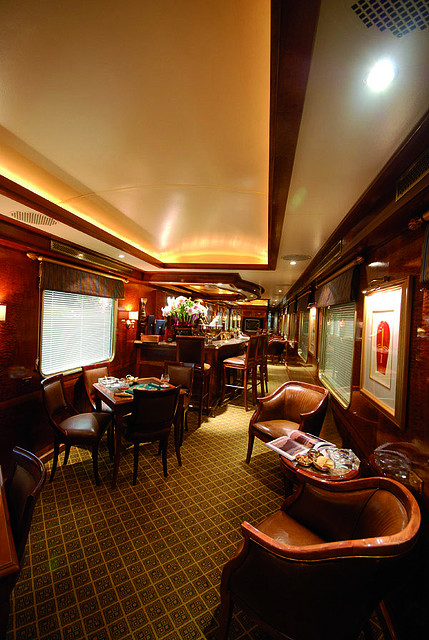
Eine der beiden Lounges des Zuges
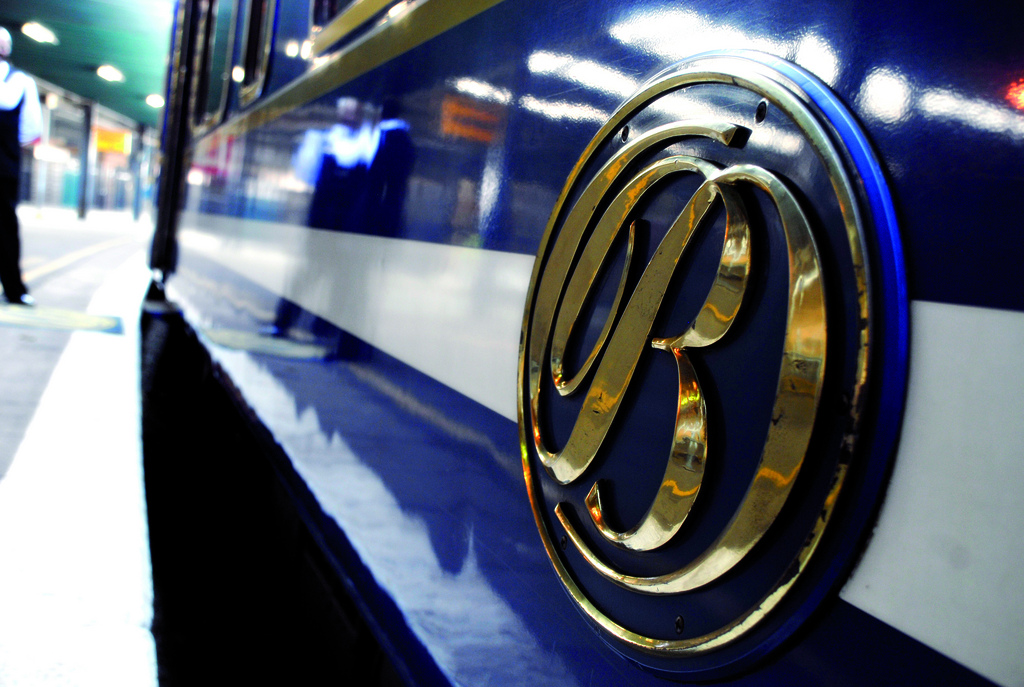
Logo am Wagen
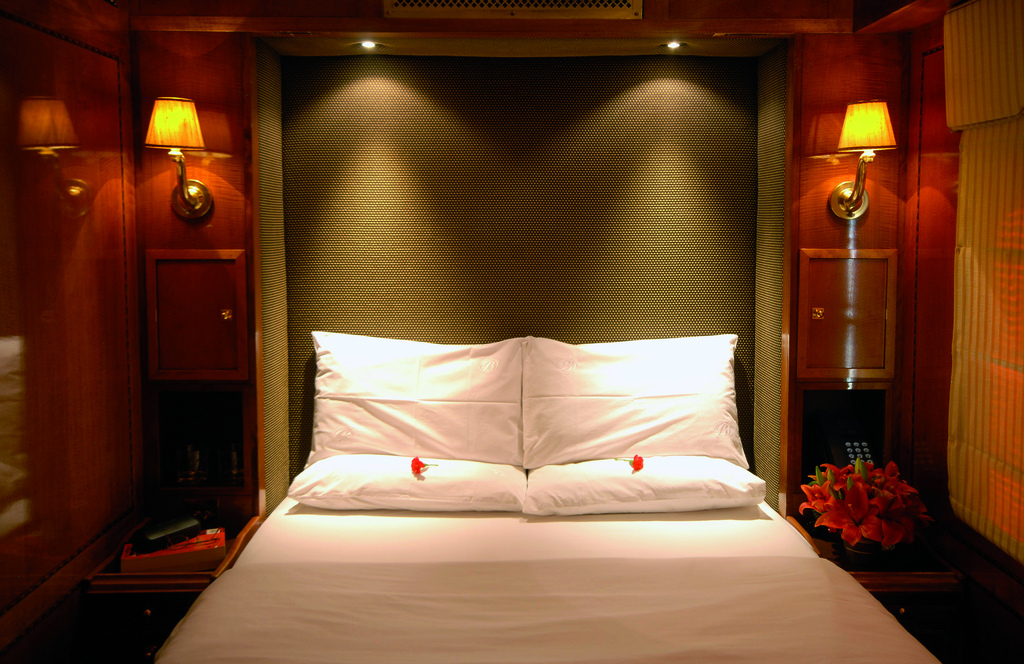
Eines der Schlafzimmer
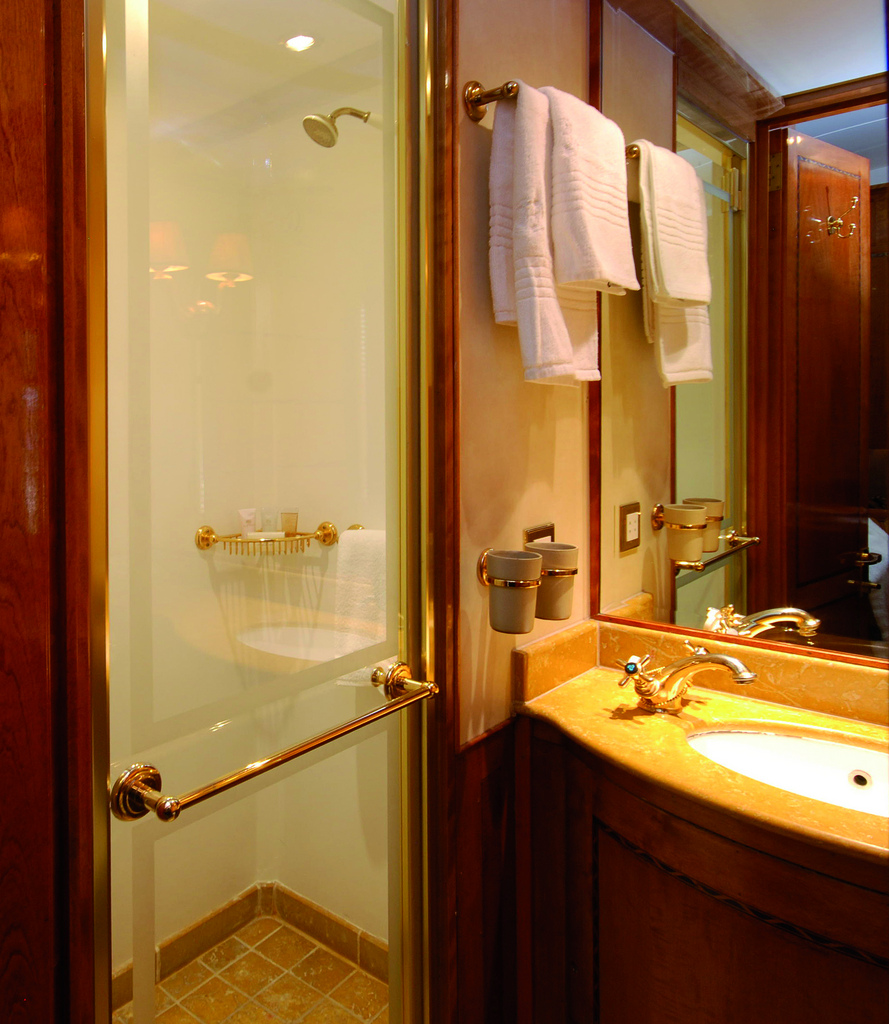
Badezimmer einer Suite

## Geschichte
Der Blue Train wurde erstmals 1923 als Union Limited zwischen Johannesburg und Kapstadt eingesetzt, um einen attraktiven Anschluss an die luxuriösen Schiffe, die dort nach England ablegten, anzubieten. Im April 1939 erhielt der Zug seinen heutigen Namen.

## Varia
Lord Rockingham’s XI brachte 1958 als B-Seite ihrer Single Hoots Mon das Instrumentalstück Blue Train heraus, bei dem neben dem Namen ein Eisenbahnpfiff die Verbindung mit dem Zug herstellt.